# Acme公司
Acme公司（Acme Corporation）是一家虚构的公司，它在樂一通动画短片中登場，在動畫中，該公司專門生產一些离奇的产品，而这些产品品質很差並且還會導致出現灾难性的后果。
樂一通中的ACME公司名称具有反諷意味，因为ACME这个词来自希腊语ακμή，意思是頂峰峰、顶點，然而虚构的Acme公司的产品往往與公司名稱的意思相反。